# Taphrina acericola
Taphrina acericola  (лат.) — вид грибов рода тафрина (Taphrina) отдела аскомицеты (Ascomycota), паразит клёна (Acer). Вызывает появление «ведьминых мётел» и пятнистость листьев.

## Описание
«Ведьмины мётлы» формируются многочисленными побочными побегами, ветви располагаются плотно, деформированы, листья на них сморщиваются. Пятна на листьях желтоватые, ясно очерчены, вначале имеют диаметр 1,2—3 мм, затем распространяются главным образом вдоль жилок листа и сливаются, могут занимать значительную часть листовой пластинки. 
Мицелий многолетний, зимует в паренхиме ветвей и в почках.
Сумчатый слой («гимений») имеет вид серого восковидного налёта на нижней стороне листьев.
Аски размерами 16—26×6—13 мкм, эллипсовидные или короткоцилиндрические с закруглённой верхушкой. Базальные клетки (см. в статье Тафрина) размерами 8—17×7—14 мкм, более короткие и широкие, чем аски.
Аскоспоры эллипсоидальные или шаровидные, 4—5,5×3,5—4,5 мкм, часто почкуются в асках.

## Распространение и хозяева
Taphrina acericola распространена в Европе, где поражает клён полевой (Acer campestre), а также в  Азии и Северной Америке. В Европе гриб встречается на Апеннинском и Скандинавском полуостровах, в Швейцарии, Украине и Эстонии, на западе Европейской части России; в Азии — в Грузии, в Америке — в США.

## Близкие виды
- Taphrina acerina чаще поражает клён остролистный, отличается по симптомам заболевания.